# Beaumont-en-Véron
Beaumont-en-Véron là một xã thuộc tỉnh Indre-et-Loire trong vùng Centre-Val de Loire ở miền trung nước Pháp.